# Nunez (Georgia)
Nunez is een plaats (town) in de Amerikaanse staat Georgia, en valt bestuurlijk gezien onder Emanuel County.

## Demografie
Bij de volkstelling in 2000 werd het aantal inwoners vastgesteld op 131.
In 2006 is het aantal inwoners door het United States Census Bureau geschat op 137, een stijging van 6 (4,6%).

## Geografie
Volgens het United States Census Bureau beslaat de plaats een oppervlakte van
3,5 km², geheel bestaande uit land. Nunez ligt op ongeveer 60 m boven zeeniveau.

## Plaatsen in de nabije omgeving
De onderstaande figuur toont nabijgelegen plaatsen in een straal van 28 km rond Nunez.